# Saharat Thai Doem

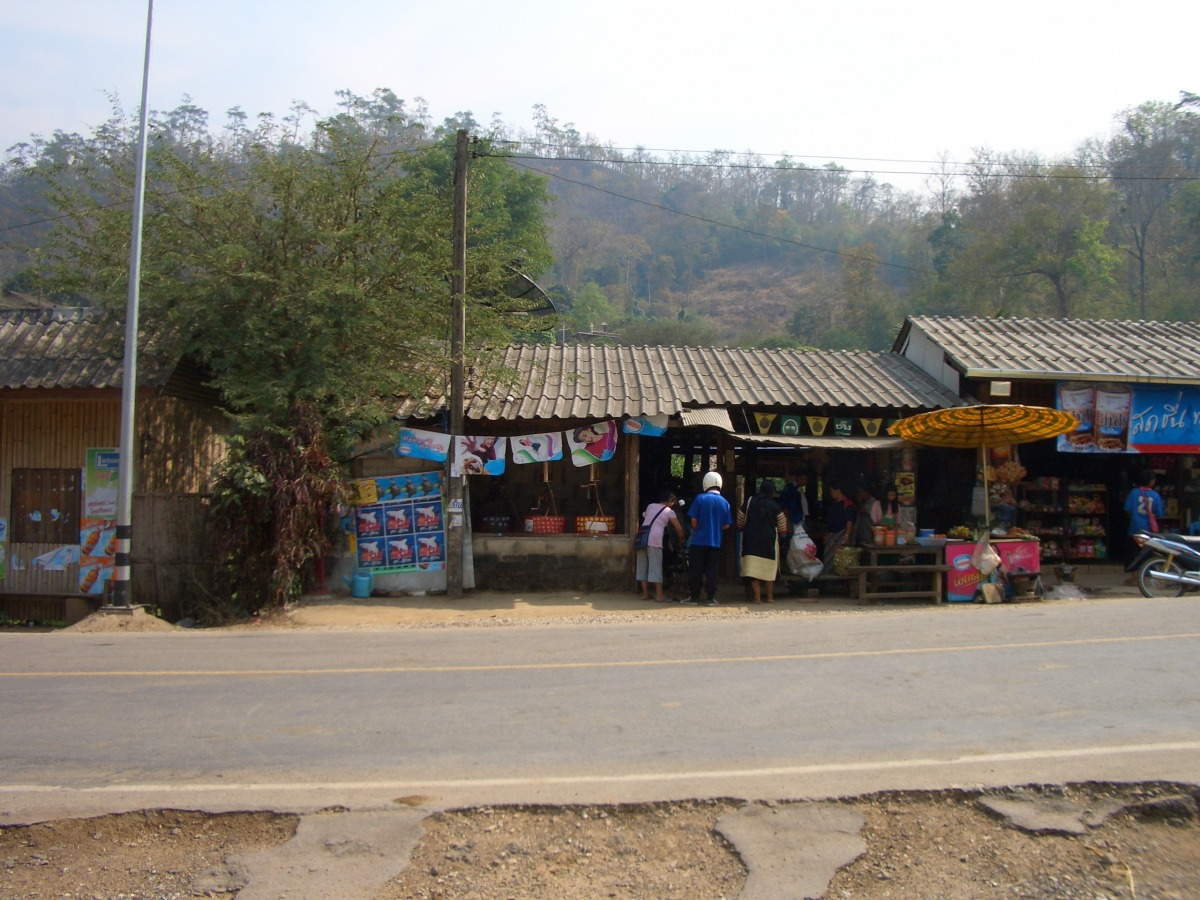
Vòng phía bắc trên Quốc lộ 1285 từ Mae Hong Son được dựa trên mạng lưới đường ban đầu được xây dựng vào năm 1943 để kết nối Saharat Thai Doem với phần còn lại của Thái Lan

Saharat Thai Doem (tiếng Thái: สหรัฐไทยเดิม "Thống nhất lãnh thổ Thái Lan") là một bộ phận hành chính của Thái Lan. Nó bao gồm các phần của bang Shan của Miến Điện thuộc Anh bị chính phủ Thái Lan sáp nhập sau khi Nhật Bản xâm chiếm Miến Điện.
Bằng cách sáp nhập này, Thái Lan liên kết Phe Trục đã mở rộng về phía bắc đến vĩ tuyến 22 phía bắc và có được biên giới với Trung Quốc. Chiang Tung (Kengtung) là trụ sở hành chính của tỉnh.
Thái Lan vẫn liên minh với Nhật Bản khi chiến tranh kết thúc, nhưng Hoa Kỳ đã đề xuất một giải pháp. Năm 1946, Thái Lan đã đồng ý trao trả các vùng lãnh thổ bị chiếm đóng trong thời gian Nhật Bản ở nước này làm giá cho việc gia nhập Liên Hợp Quốc, do đó, tất cả các yêu sách thời chiến chống Xiêm đã bị hủy bỏ và nước này đã nhận được một gói viện trợ đáng kể của Hoa Kỳ. Khu vực chiếm đóng của Thái Lan ở bang Đông Shan trở lại trạng thái trước chiến tranh và trở thành một phần của Miến Điện.

## Địa lý
Lãnh thổ của tỉnh Bắc Thái là miền núi, ngoại trừ một vài khu vực nhỏ, chẳng hạn như lưu vực liên vùng Kengtung. Sông Thanlwin đánh dấu biên giới phía tây của tỉnh mới. Điểm cực bắc là thị trấn biên giới Pangsang.
Có một vài con đường nối liền các huyện và hầu hết dân cư sống trong những ngôi làng nhỏ trên núi. Khu vực này hầu hết là nơi sinh sống của người Thái Đàn, nhưng cũng có những cộng đồng khá lớn của người La Hủ, Akha và Va, cũng như những người thuộc dân tộc Karen, bao gồm cả người Karen đỏ và Kayan.